# William Ganz
William Ganz (1919 – 10 tháng 11 năm 2009) là một nhà bệnh tim học người Mỹ gốc Do Thái sinh tại Slovakia và là người đồng sáng chế ra ống thông động mạch phổi (pulmonary artery catheter), thường được gọi là ống thông Swan-Ganz, năm 1970 với Jeremy Swan. Ống thông này được dùng để theo dõi tình trạng của tim. Ganz cũng là một trong số các nhà bệnh tim học đầu tiên sử dụng các enzym để mở các động mạch bị nghẹt, có thể dẫn tới nhồi máu cơ tim.

## Cuộc đời và Sự nghiệp
Ganz sinh năm 1919 tại Košice, nay thuộc Slovakia. Ông theo học Trường Y học Đại học Charles ở Praha (Univerzita Karlova v Praze) tại Praha, Tiệp Khắc, năm 1938. Năm 1940, khi Đức quốc xã bắt đầu chiếm đóng Tiệp Khắc thì trường bị đóng cửa. Ganz – vì là người Do Thái được đưa tới trại lao động cưỡng bách ở Hungary trong Thế chiến thứ hai. Ông đã bị kê vào danh sách những người bị gửi tới trại Auschwitz năm 1944, nhưng ông đã trốn thoát và ẩn trốn. Sau chiến tranh ông trở lại học và tốt nghiệp đứng đầu lớp năm 1947.
Thời gian này Ganz làm việc ở Tiệp Khắc dưới chế độ Cộng sản. Năm 1966, Ganz được phép đưa vợ, Magda, và 2 người con trai sang nghỉ hè ở Ý. Nhưng thay vì đi Ý, gia đình ông đã đi Viên, Áo, và xin visa sang Hoa Kỳ. Ông có các người thân thuộc ở Los Angeles, nên gia đình được phép cư ngụ ở Mỹ. Ganz vào làm việc ở Trung tâm Y học Cedars-Sinai cho tới khi nghỉ hưu.
Ganz và Dr. Jeremy Swan triển khai đầu tiên ý tưởng về ống thông động mạch phổi năm 1970. Một bong bóng được đặt ở đầu cuối của một ống thông dễ uốn, được đưa vào trong động mạch. Ngoài ra, Ganz có vai trò quan trọng trong việc phát triển thrombolysis, trong đó các enzym phá vỡ các cục huyết khối (cục máu).
Ganz từ trần do tuổi già ngày 10.11.2009, ở tuổi 90.

## Gia đình
Ông có hai người con trai, Dr. Peter Ganz, nhà bệnh tim học ở Trường Y học Harvard và Dr. Tomas Ganz, nhà bệnh phổi học ở Đại học California tại Los Angeles. Vợ ông – bà Magda Ganz từ trần năm 2005.